# José Ferreira Queimado
José Ferreira Queimado (Olhalvo, 23 de diciembre de 1913 – 23 de diciembre de 2007) fue dirigente deportivo portugués, el 25º Presidente del S.L. Benfica.

## Biografía
Ferreira Queimado estuvo al frente de la presidencia del Benfica en dos ocasiones: entre el 17 de junio de 1966 y el 3 de julio de 1967 y entre el 26 de mayo de 1977 y el 29 de mayo de 1981. Durante su segundo mandato, inauguró la piscina del Benfica en 1978 e inició la construcción del segundo pabellón del club (ahora demolido), también conocido como Pavilhão Borges Coutinho. Durante la presidencia de Ferreira Queimado, el primer equipo ganó dos títulos de Primeira Liga (1966–67, 1980–81) y comenzó a contratar jugadores extranjeros en 1978. Por los servicios prestados al club (como asociado número 261), se le concedió el grado de Asociado de Mérito en 1970 y fue condecorado con el Águila de Oro por el club en 1980. Murió el día que cumplía su 94 cumpleaños.